# パーフェクト・プラン (映画)
『パーフェクト・プラン』（原題: Good People）は、2013年にアメリカ合衆国で製作されたスリラー映画。監督をヘンリク・ルーベン・ゲンツが、脚本をケリー・マスターソンが務めており、マーカス・セイキーの小説『Good People』を原作にしている。出演はジェームズ・フランコ、ケイト・ハドソン、オマール・シー、トム・ウィルキンソン、サム・スプルエル。アメリカ合衆国では2014年9月26日から一部劇場での限定公開と、ビデオ・オン・デマンドによる配信が行われた。

## ストーリー
ロンドン郊外の安アパート。そこに住むトムとアナの夫婦は、古い屋敷を相続したことでシカゴから移住し、屋敷の改築を夢見ながら慎ましく生活を送っていた。
そんなある日、夫婦のもとに政府から「退去勧告」の通知が届く。金融の引き締め政策により、外国人労働者への取り締まりが強化されたのだ。勧告を回避するには大金が必要なことを知った二人は途方に暮れてしまう。
だが、ちょうどその頃、夫婦が住む部屋の階下の住人が3500万円という大金を残して死亡しているのを二人は発見する。追い詰められていた二人は、ついにその大金に手をつけてしまい、勧告から逃れることには成功する。
しかし、その大金にはマフィアや麻薬密売組織が絡んでおり、夫婦は命を狙われる破目になってしまう。

## キャスト
※括弧内は日本語吹替
- トム・ライト - ジェームズ・フランコ（日野聡）
- アナ・ライト - ケイト・ハドソン（宮島依里）
- カーン - オマール・シー（飯島肇）
- ジョン・ホールデン警部補 - トム・ウィルキンソン（玉野井直樹）
- ジャック・ウィトコウスキー - サム・スプルエル（英語版）（斉藤次郎）
- サラ - アンナ・フリエル（織部ゆかり）
- マリー・ホールデン - ダイアナ・ハードキャッスル（英語版）（宮沢きよこ）
- ダンカン - トマス・アーノルド（祐仙勇）
- レイ・マーティン - オリヴァー・ディムズデイル（英語版）（さかき孝輔）
- マーシャル - ディアミッド・マルタ（河合みのる）
- マイク・キャロウェイ - マイケル・ジブソン（英語版）（祐仙勇）
- ベン・タトル - フランシス・マギー（英語版）（佐瀬弘幸）
- 看護師 - ヘイゼル・アンダーソン（藤田曜子）